# Даньшин, Анатолий Андреевич
Анатолий Андреевич Да́ньшин (1934—1984) — советский оперный певец (баритон).

## Биография
Родился 27 января 1934 года в Волчанске (ныне Харьковская область, Украина). В 1958 году окончил ХГК.
Работал в Пермском ГАТОБ имени П. И. Чайковского и НГАТОБ. В 1975—1984 годах — в Днепропетровском ГАТОБ. В 1971 году исполнил партию Жоржа Жермона в оперном спектакле «Травиата» Дж. Верди на сцене ГАБТ. Превосходный исполнитель всех партий лирического и, отчасти, драматического баритона. Обладал великолепным голосом красивого бархатного тембра, благородной сценической внешностью и манерой поведения, музыкальностью и темпераментом, трудоспособностью и обаянием.
Умер 19 января 1984 года в Днепропетровске, не дожив 8 дней до 50-летия.

## Оперные партии
- «Овод» А. Э. Спадавеккиа — Мартини
- «Праздник фонарей (Юкки)» А. Э. Спадавеккиа — Джемс
- «Бравый солдат Швейк» А. Э. Спадавеккиа — поручик Лукаш
- «Хождение по мукам» А. Э. Спадавеккиа — Телегин
- «Князь Игорь» А. П. Бородина — Игорь
- «Травиата» Дж. Верди — Жермон
- «Бал-маскарад» Дж. Верди — Ренато
- «Трубадур» Дж. Верди — ди Луна
- «Дон Карлос» Дж. Верди — ди Поза
- «Фауст» Ш. Гуно — Валентин
- «Богдан Хмельницкий» К. Ф. Данькевича — Богдан Хмельницкий
- «Лакме» Л. Делиба — Фредерик
- «Поднятая целина» И. И. Дзержинского — Тимофей
- «Паяцы» Р. Леонкавалло — Сильвио
- «Волшебная флейта» В. А. Моцарта — Папагено
- «Богема» Дж. Пуччини — Марсель
- «Севильский цирюльник» Дж. Россини — Фигаро
- «Мазепа» П. И. Чайковского — Мазепа
- «Евгений Онегин» П. И. Чайковского — Евгений Онегин
- «Пиковая дама» П. И. Чайковского — Елецкий
- «Орлеанская дева» П. И. Чайковского — Лионель
- «Иоланта» П. И. Чайковского — Роберто
- «Черевички» П. И. Чайковского — Светлейший
- «Не только любовь» Р. К. Щедрина — Гаврилов

Снимался в фильме-опере «Богдан Хмельницкий» (1978)

## Награды и премии
- Заслуженный артист РСФСР (17.8.1967)
- Народный артист РСФСР (18.7.1973)
- Государственная премия УССР имени Т. Г. Шевченко (1978) — за исполнение заглавной партии в оперном спектакле «Богдан Хмельницкий» К. Ф. Данькевича (новая редакция), поставленный на сцене Днепропетровского ГАТОБ